# Škoda 29T
Škoda 29T (obchodní název ForCity Plus) je tramvaj vyráběná společností Škoda Transportation pro slovenské hlavní město Bratislavu a jeho tramvajovou síť.
Pro Bratislavu je určen také odvozený obousměrný typ Škoda 30T.

## Konstrukce
Konstrukčně vychází z typu 26T pro Miskolc. Jedná se o pětičlánkovou jednosměrnou tramvaj, která je z 87 % nízkopodlažní. Disponuje pěti dveřmi a čtyřmi podvozky, z nich oba krajní jsou otočné. Do výbavy je zahrnuta klimatizace prostoru pro řidiče i cestující a kamerový systém s šesti vnějšími a šesti vnitřními kamerami.
Třetí série z roku 2023 se od předchozích liší zesílenou konstrukcí zejména v oblasti čela (jiná struktura rámu), odlišným brzdovým systémem, jiným typem klimatizace salónu pro cestující, menším počtem sedadel (a více místy ke stání), USB nabíjecími porty pro cestující či inovovaným informačním systémem.

## Dodávky tramvají

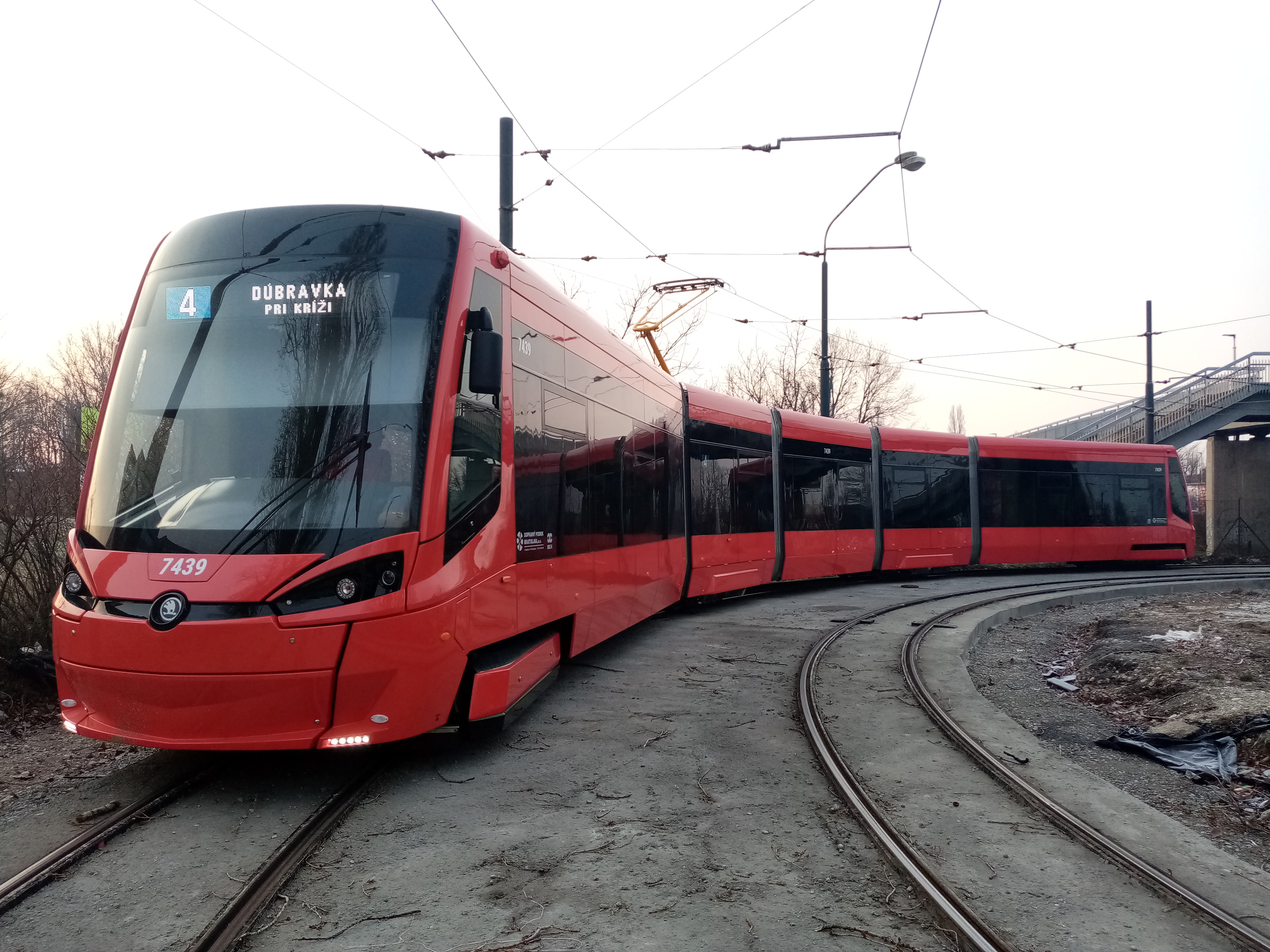
Vůz Škoda 29T ze třetí série s upraveným barevným řešením přední masky

Dopravný podnik Bratislava (DPB) v roce 2013 objednal 15 tramvají za 37 milionů eur, které byly dodány v roce 2015. Smlouva umožňovala také opci na dalších 15 vozidel, kterou DPB využil. Tyto dodatečně objednané tramvaje jezdí v Bratislavě od roku 2016.
První tramvaj 29T, později označená evidenčním číslem 7401, dodala Škoda Transportation do Bratislavy dne 17. února 2015. Vůz se následně podrobil schvalovacímu procesu a zkušebním jízdám, do provozu s cestujícími byl poprvé nasazen 28. dubna téhož roku. Po dokončení homologace byl do běžného provozu zařazen na začátku června téhož roku. Během následujících letních měsíců bylo do Bratislavy dodáno zbylých 14 tramvají objednaných na základě původní smlouvy. Od prosince 2015 do dubna 2016 obdržel DPB 15 kusů objednaných na základě opce.
Společnost Škoda Transportation se s modelem 29T stala vítězem i další soutěže v roce 2021. Rámcovou smlouvu na dodávku až 30 tramvají podepsal Dopravný podnik Bratislava v březnu 2022 a krátce na to stvrdil objednávku 20 kusů. První dvě tramvaje byly dodány v srpnu 2023, přičemž první vůz č. 7431 byl kompletně vyroben v plzeňském závodě Škody Transportation, zatímco druhý vůz č. 7432 byl smontován v ostravském závodě Škoda Ekova. Tramvaj č. 7431 začala po svém dodání kvůli potřebě nového schválení vykonávat zkušební jízdy. Ty probíhaly nejprve bez cestujících a 30. září 2023 byla poprvé vypravena do zkušebního provozu s cestujícími. Zbylých 18 tramvají bylo z Ostravy dodáno do konce roku 2023. Po ukončení zkušebních jízd v listopadu 2023 a následného schvalovacího procesu byl běžný provoz vozů třetí série zahájen 26. ledna 2024. V březnu 2024 uplatnil bratislavský dopravní podnik opci na zbylých deset tramvají s lhůtou dodání do června 2026.

### Celkový přehled
V letech 2015 a 2016 bylo vyrobeno celkem 30 vozů ve dvou sériích. V roce 2023 pak následovala série třetí.
| Současný stát | Město      | Článek | Typ  | Roky dodávek | Počet vozů | Evidenční čísla při dodání | Poznámky | Zdroj  |
| ------------- | ---------- | ------ | ---- | ------------ | ---------- | -------------------------- | -------- | ------ |
| Slovensko     | Bratislava | článek | 29T1 | 2015         | 15         | 7401–7415                  |          | [ 12 ] |
| Slovensko     | Bratislava | článek | 29T2 | 2015–2016    | 15         | 7416–7430                  |          | [ 12 ] |
| Slovensko     | Bratislava | článek | 29T3 | 2023         | 20         | 7431–7450                  |          | [ 12 ] |